# NGC 263
NGC 263 je galaksija u zviježđu Kit.

## Vanjske poveznice
- SEDS: NGC 0263